# Ruský Hrabovec
Ruský Hrabovec (ungarisch Nagygereblyés – 1939–1945 und bis 1907 Oroszhrabóc) ist eine Gemeinde im äußersten Osten der Slowakei mit 277 Einwohnern (Stand 31. Dezember 2024), die zum Okres Sobrance, einem Kreis des Košický kraj, gehört.

## Geographie
Die Gemeinde befindet sich im Vorgebirge Beskydské predhorie im Tal des Baches Stežná (auch Stežný potok genannt), wo dieser den linksseitigen Bach Luhy sowie den rechtsseitigen Bach Inovský potok aufnimmt, im Einzugsgebiet der Ublianka nahe der Staatsgrenze zur Ukraine. Das Ortszentrum liegt auf einer Höhe von 342 m n.m. und ist 21 Kilometer von Sobrance entfernt.
Nachbargemeinden sind Dúbrava im Norden und Nordosten, Dubrynytschi-Malyj Beresnyj (UA) im Osten und Südosten, Inovce im Süden, Podhoroď im Südwesten, Ruská Bystrá im Westen und Hrabová Roztoka im Nordwesten.

## Geschichte
Ruský Hrabovec entstand an der Stelle einer Siedlung, die während des Mongolensturms 1241/42 unterging, und wurde zum ersten Mal 1406 als Varalya schriftlich erwähnt, weitere historische Bezeichnungen sind unter anderen Oros Hrabovecz (1773) und Ruský Hrabovec (1808). Das Dorf war Teil der Drugeth'schen Herrschaft von Humenné.
1567 wurden vier Porta verzeichnet. 1787 hatte die Ortschaft 38 Häuser und 243 Einwohner, 1828 zählte man 70 Häuser und 514 Einwohner, die als Viehzüchter und Waldarbeiter tätig waren, dazu gab es ab dem 19. Jahrhundert eine Säge.
Bis 1918/1919 gehörte der im Komitat Semplin liegende Ort zum Königreich Ungarn und kam danach zur Tschechoslowakei beziehungsweise heute Slowakei. In der ersten tschechoslowakischen Republik waren die Einwohner als Holzfäller und Köhler beschäftigt. Als Folge des Slowakisch-Ungarischen Kriegs war der Ort von 1939 bis 1944 noch einmal Teil Ungarns. Nach dem Zweiten Weltkrieg pendelte ein Teil der Einwohner zur Arbeit in Industriebetriebe in der Umgebung sowie in den tschechischen Landesteil der Tschechoslowakei. 1958 wurde die örtliche Einheitliche landwirtschaftliche Genossenschaft (Abk. JRD) gegründet.

## Bevölkerung
| Jahr                | 1994 | 2004    | 2014     | 2024     |
| ------------------- | ---- | ------- | -------- | -------- |
| Anzahl der Personen | 373  | 362     | 318      | 277      |
| Unterschied         |      | −2,94 % | −12,15 % | −12,89 % |

| Jahr                | 2023 | 2024    |
| ------------------- | ---- | ------- |
| Anzahl der Personen | 284  | 277     |
| Unterschied         |      | −2,46 % |

Nach der Volkszählung 2011 wohnten in Ruský Hrabovec 327 Einwohner, davon 196 Slowaken, 110 Russinen, 11 Roma, drei Ukrainer, zwei Tschechen und ein Russe. Vier Einwohner machten keine Angabe zur Ethnie.
213 Einwohner bekannten sich zur orthodoxen Kirche, 101 Einwohner zur griechisch-katholischen Kirche und sechs Einwohner zur römisch-katholischen Kirche. Bei sieben Einwohnern wurde die Konfession nicht ermittelt.

## Bauwerke
- griechisch-katholische Georgskirche im barock-klassizistischen Stil aus dem Jahr 1838[6]
- orthodoxe Georgskirche

## Verkehr
Durch Ruský Hrabovec passiert die Cesta II. triedy 566 („Straße 2. Ordnung“) von Tibava nach Ubľa. Von ihr zweigt die Cesta III. triedy 3813 nach Ruská Bystrá ab, eine nicht klassifizierte Lokalstraße führt nach Inovce.